# Paula Szkody
Paula Szkody, née  le 17 juillet 1948 à Detroit dans le Michigan, est une astronome américaine, principalement connue pour ses recherches sur les étoiles variables cataclysmiques.

## Biographie

### Études
Paula Szkody nait  le 17 juillet 1948 à Detroit où elle fait ses études jusqu'à l'obtention d'un Bachelor of Arts en astrophysique à l'Université d'État du Michigan en 1970. Puis elle continue ses études à l'Université de Washington de Seattle  où elle obtient en 1975 un Philosophiæ doctor en astronomie.

### Vie professionnelle
Paula Szkody prend diverses vacations au sein de plusieurs établissements de recherche comme l'Université de Washington, l'Université de Californie de Los Angeles ou l'Université d'Hawaï. Elle participe à de nombreux projets sur les novae naines et les étoiles variables cataclysmiques magnétiques ayant recours aux observations de nombreux satellites (Extreme Ultraviolet Explorer, Hubble, International Ultraviolet Explorer, ROSAT, Ginga, Advanced Satellite for Cosmology and Astrophysics, Rossi X-ray Timing Explorer, Chandra, XMM, FUSE et Galaxy Evolution Explorer) et observatoires : l'Observatoire d'Apache Point,  le Manastash Ridge Observatory (en), l'Observatoire de Kitt Peak, l'Observatoire interaméricain du Cerro Tololo, l'Observatoire MMT, l'Observatoire W. M. Keck, l'Observatoire Palomar, l'Observatoire du Mont Wilson, l'Observatoire Lick, l'Observatoire McDonald, le Télescope William-Herschel, le NASA Infrared Telescope Facility, le MDM Observatory (en), l'Observatoire du mont Lemmon, l'Observatoire Lowell et le Mount John University Observatory (en),. Elle est notamment très impliquée dans le Sloan Digital Sky Survey qui cherchent de nouvelles étoiles variables cataclysmiques.
Lectrice au sein de l'Université de Washington de 1975 à 1983, elle y devient Associate professor en 1983 puis Associate professor en 1993.
En 2005 elle devient rédactrice en chef du Publications of the Astronomical Society of the Pacific, une revue scientifique spécialisée dans l’astronomie et l'astrophysique. Elle est également impliquée au sein de l'Association américaine des observateurs d'étoiles variables pour laquelle elle a été membre du conseil d'administration de 2003 à 2009 et présidente de 2007 à 2009.

## Récompenses et distinctions
En 1978 elle reçoit le Prix d'astronomie Annie J. Cannon, réservé aux jeunes astronomes américaines, pour ses travaux sur les étoiles variables cataclysmiques qui ont contribué à la compréhension du transfert et de l'accrétion de masse entre ces étoiles binaires et des naines blanches magnétiques et non magnétiques.
En 1994, elle est admise comme membre (en) de la prestigieuse Association américaine pour l'avancement des sciences.
Une planète mineure découverte en 2002 par le Sloan Digital Sky Survey, (170011) Szkody, est nommée en son honneur.